# Казале, Джон
Джон Хо́лланд Каза́ле (англ. John Holland Cazale; 12 августа 1935, Ревир, США — 13 марта 1978, Нью-Йорк, США) — американский актёр. Он начал свою кинокарьеру в 1962 году, снявшись в короткометражном фильме «Американский путь». В 1972 году сыграл роль Фредо Корлеоне в фильме «Крёстный отец», принёсшую ему всемирную славу. За ней последовало ещё несколько успешных ролей, в том числе и Сэла в драме «Собачий полдень», за исполнение роли которого актёр был номинирован на премию «Золотой глобус».
Казале продолжал сниматься, будучи смертельно больным (у него прогрессировал рак лёгкого). Последней его работой в кино стала роль в фильме «Охотник на оленей».

## Ранние годы
Казале родился в Ревире, штат Массачусетс. Его мать, Сесилия Холланд, была американской ирландкой, а отец, Джон Казале, имел итальянские корни и работал оптовым торговцем углём. У него была старшая сестра, Кэтрин (28 мая 1931 — 2 февраля 2000), а также младший брат Стивен. Отец Казале редко был дома, находясь в разъездах по Новой Англии. Джон изучал драму в Оберлинском колледже и в Бостонском университете, выпускником которого он стал впоследствии. После выпуска он переехал в Нью-Йорк и работал курьером в «Стандарт Ойл», где встретил Аль Пачино. Позже Пачино вспоминал: «Когда я увидел Джона, то сразу счёл его интересным,… все всегда тусовались рядом с ним: он всегда умел подходяще выразить себя» (англ. When I first saw John, I instantly thought he was so interesting,...Everybody was always around him because he had a very congenial way of expressing himself). В то время, когда они проживали совместно в коммунальном доме в Провилстауне, штате Массачусетс, Казале и Пачино играли в пьесе Израиля Горовица «Индеец направляется в Бронкс», за которую они оба получили премию «Obie Awards». Между репетициями молодой актёр подрабатывал курьером, фотографом и водителем такси. Тогда же он сыграл единственную в своей карьере роль в телевизионном сериале «N.Y.P.D.» (эпизод «The Peep Freak»), где сыграл персонажа по имени Том Эндрюс (англ. Tom Andrews). Позже Казале выиграл ещё одну премию «Obie» за главную роль в постановке Хоровитца «Линии», где он был замечен Фредом Русом, ассистентом по отбору актёров на роли к фильму «Крёстный отец». Позже Рус предложил кандидатуру Казале режиссёру фильма — Фрэнсису Форду Копполе. До этого Джон снялся только в 1962 году, в короткометражном фильме под названием «Американский путь» (англ. The American Way), срежиссированном Марвином Старкманом.

## Карьера
Джон Казале успешно прошёл пробы и в 1972 году дебютировал на большом экране в роли Фредо Корлеоне в фильме «Крёстный отец», сыграв со своим старым другом Аль Пачино, которому он помог пройти кастинг. Несмотря на сложность работы и проблемы, возникавшие во время съёмок, фильм побил рекорды сборов, сделав Пачино, Казале и ещё нескольких доселе неизвестных актёров и партнёров по фильму знаменитыми. Его персонаж в первой части Фредо — средний сын дона Вито и Кармеллы Корлеоне — был из всех братьев самой слабой в характерном плане фигурой. Казале справился с ролью, создав на экране образ «беспомощного неудачника». Впоследствии фильм был признан значительным не только в США, но и во всём мире. Режиссура Копполы, в сочетании с игрой выдающихся актёров и прекрасным сценарием, обеспечила фильму успех и среди кинокритиков, и среди простых зрителей.
В 1974 году Джон вновь сыграл в фильме Копполы, «Разговор», где сыграл роль Стэна — помощника и друга главного героя Гарри Коула, чью роль исполнил Джин Хэкмен. Коппола написал сценарий фильма ещё в 1966 году, но лишь коммерческий успех «Крёстного отца» позволил ему приступить к съёмкам своего «фильма мечты». Однако после работы с Казале в «Крёстном отце» Коппола решил написать роль Стэна в своём следующем фильме специально для него.
После съёмок «Разговора» Коппола приступил к съёмкам сиквела «Крёстного отца», где роль Фредо вновь должен был сыграть Джон. Ричард Шепард позже говорил об этой роли: «Все знали Джона как Фредо, но никто не знал его имя» (англ. Everybody knows John as Fredo, but nobody knows his name). Несмотря на равный успех у критиков «Разговора» и «Крёстного отца 2», вышедших в один год, премию «Оскар» за лучший фильм выиграл «Крёстный отец 2», а «Разговор» получил два приза Каннского кинофестиваля («Золотая пальмовая ветвь» и специальное упоминание экуменического жюри).
Казале вновь сыграл вместе с Пачино в фильме 1975 года «Собачий полдень». Сценарист Фрэнк Пирсен говорил: «В фильме снималось множество актёров, с которыми Аль Пачино работал в Нью-Йорке, включая и Джона Казале, его близкого друга и напарника по „Крёстному отцу“» (англ. the film had been cast with many of the actors that Al Pacino had worked with in New York, including John Cazale, who was a close friend and collaborator in The Godfather). За роль Сэла Джон был номинирован на премию «Золотой глобус» за лучшую мужскую роль второго плана. Сидни Люмет, вспоминая съёмки фильма, так прокомментировал роль Казале в фильме:

По сценарию роль Казале была написана как роль хитрого уличного парня. Но Аль Пачино подошёл ко мне и сказал: «Сидни, пожалуйста, я прошу тебя, назначить на эту роль Казале». А когда вошёл Джон, я был несколько обескуражен и подумал: «Аль должно быть сошёл с ума», — этот парень выглядел на 30-32, и это самое последнее, что я хотел для этой роли. Но Аль хорошо разбирался в актёрах, и я ещё не видел его в «Крёстном отце». Затем вошёл Казале и начал читать свой текст, а я был сражён в самое сердце.
Что я люблю в игре Казале…так это то, что он заключает в себе глубокую печаль. Не знаю, откуда это взялось: я не люблю вмешиваться в личную жизнь актёров, с которыми работаю, или лезть им в головы. Но, Боже мой, она есть там в каждом кадре с ним; и это касается не только этого фильма, но и «Крёстного отца 2» тоже.
Когда во время съёмок сцены Аль Пачино спросил у него: «В какую страну ты хотел бы отправиться?», Казале сымпровизировал и после долгого раздумья ответил «Вайоминг». Для меня это была самая весёлая и в то же время самая грустная строчка в фильме, и моя самая любимая, так как по сценарию он ничего не должен был говорить. Сам я засмеялся и чуть не испортил сцену своим громким смехом… но это было замечательно, замечательно.
Оригинальный текст (англ.)In the screenplay, Cazale's role was written to be a smart-ass street kid. But Al came to me and said, 'Sidney, please, I beg you, read John Cazale for it.' And when John came in I was so discouraged and thought 'Al must be out of his mind.' This guy looks thirty, thirty-two, and that’s the last thing I want in this part. But Al had great taste in actors, and I hadn’t yet seen him in the Godfather. And Cazale came in, and then he read, and my heart broke. . . .

"One of the things that I love about the casting of John Cazale ... was that he had a tremendous sadness about him. I don’t know where it came from; I don’t believe in invading the privacy of the actors that I work with, or getting into their heads. But my god - it’s there - in every shot of him. And not just in this movie, but in Godfather II also.

"When Al asked him during a scene, 'Is there any country you want to go to?' Cazale improvised his answer by saying, after long thought, 'Wyoming.' To me that was the funniest, saddest line in the movie, and my favorite, because in the script he wasn’t supposed to say anything. I almost ruined the take because I started to laugh so hard… but it was a brilliant, brilliant, ad lib.
Аль Пачино позже комментировал их сотрудничество и съёмки фильма: «С Джоном отлично работается, так как он способен вовлекаться во всё действо, в персонажей. Он задавал так много вопросов — он был просто неподражаемым. Было трудно назначить Джонни на роль в фильме, но как только Сидни увидел его совместную работу со мной, на пробах, всё получилось превосходно» (англ. It's great working with John because he has a way of getting involved — in the whole thing, in the characters. He asks so many questions - he was just brilliant. It was tough to sell Johnny, but once Sidney got to see him read, and work with me, it turned out great).
Казале также продолжил работать на сцене, играя с Робертом Де Ниро и своей партнёршей Мерил Стрип, которую он встретил, когда они оба работали в The Public Theater над постановкой пьесы Уильяма Шекспира «Мера за меру» в 1976 году, где он играл Анджело. Характерен отзыв Мэла Гуссоу в «The New York Times»: «Мистер Казале, часто игравший странноватых, хотя и слабых неудачников, как в „Крёстном отце“, здесь воплощает характер куда более жёсткий — спокойного, но властного Анджело» (англ. Mr Cazale, often cast as a quirky, weak outsider, as in The Godfather, here demonstrates sterner mettle as a quietly imperious Angelo).
Отношения Мерил Стрип с Джоном не ограничивались только сотрудничеством на сцене и быстро переросли в любовь. Казале помогал Мерил и в её карьере: в 1977 году он помог получить ей роль в фильме «Джулия», а затем он помог ей пройти кастинг в фильме Майкла Чимино «Охотник на оленей». Примерно в это время Джону поставили диагноз — последняя стадия рака лёгких. Возможно, Казале заболел раком из-за своего заядлого курения. Казале прошёл несколько курсов лечения, но болезнь прогрессировала, метастазы появились в костях. Несмотря на заболевание, Майкл Чимино взял Джона на роль второго плана в «Охотнике на оленей», а Джон, в свою очередь, согласился при условии, что все сцены с ним будут сняты не откладывая, пока болезнь не сильно развилась.
В своём последнем фильме Казале выглядит гораздо старше своего возраста. Студия во время съёмок просила Чимино заменить актёра, но решающее слово осталось за исполнителем главной роли — Робертом Де Ниро. Майкл Чимино «перестроил расписание съёмок, — писал Энди Дуган, — с согласия Казале и Стрип, так, чтобы вначале снять все сцены с Казале» (англ. rearranged the shooting schedule, with Cazale and Streep's consent, so that he could film all his scenes first). По завершении съёмок сцен со своим участием Джон Казале, попрощавшись с коллегами, уехал в Нью-Йорк. Там к нему присоединилась Мерил Стрип, с которой он провел свои последние дни. Он умер в возрасте 42 лет, 13 марта 1978 — задолго до премьеры «Охотника на оленей», который вышел на экраны Америки 8 декабря того же года. Он был похоронен на кладбище Холи-Кросс (англ. Holy Cross Cemetery), в Молдене, штате Массачусетс.

## Фильмография
Казале обладает одной из наиболее впечатляющих фильмографий среди всех американских актёров. Все пять полнометражных фильмов, в которых снялся Казале, были номинированы на премию «Оскар» в категории «Лучший фильм» (три фильма — «Охотник на оленей» и первые две части «Крёстного отца» — получили эту награду). и находятся в списке 250 лучших фильмов всех времён на сайте IMDb. Помимо шести художественных фильмов, Джон Казале сыграл небольшую роль в первом эпизоде сериала «N.Y.P.D.»IMDb 1968 года, участвовал в съёмках документального фильма «Люмет: Создатель фильма» (англ. Lumet: Film MakerIMDb). В фильме «Крёстный отец 3», вышедшем на экраны в 1990 году, также использовались архивные записи с участием Казале, однако имя актёра в титрах фильма не указывалось.
В 2009 году режиссёр Ричард Шепард снял документальный фильм о жизни и карьере Джона Казале «Я знал, что это был ты» (англ. I Knew It Was You: Rediscovering John CazaleIMDb), премьера которого состоялась на кинофестивале Сандэнс. Названием фильма послужила знаменитая фраза Майкла Корлеоне (Пачино), сказанная своему брату Фредо (Казале) во второй части «Крёстного отца» — «Я знал, что это был ты». В фильме присутствовало множество архивных записей Джона Казале, включая домашнее видео.

| Год  |   | Русское название  | Оригинальное название      | Роль                       |
| ---- | - | ----------------- | -------------------------- | -------------------------- |
| 1962 | ф | Американский путь | The American WayIMDb       | Битник                     |
| 1972 | ф | Крёстный отец     | The GodfatherIMDb          | Фредерико (Фредо) Корлеоне |
| 1974 | ф | Разговор          | The ConversationIMDb       | Стэн                       |
| 1974 | ф | Крёстный отец 2   | The Godfather. Part IIIMDb | Фредерико (Фредо) Корлеоне |
| 1975 | ф | Собачий полдень   | Dog Day AfternoonIMDb      | Сальваторе Натурил (Сэл)   |
| 1978 | ф | Охотник на оленей | The Deer HunterIMDb        | Стэнли (Стош)              |

## Амплуа и оценка творчества
Джон Казале — драматический актёр, который на протяжении своей карьеры играл второстепенные роли. В основном благодаря его внешнему виду образы Казале можно назвать «меланхолическими». В результате персонажи, созданные Джоном, были изгоями и неудачниками. В своём дебютном полнометражном фильме «Крёстный отец» Казале эмоционально расширил свою сравнительно маленькую роль Фредо Корлеоне, создав образ ранимого сына криминального босса, на фоне которого его младший брат, к досаде Фредо, приходит к управлению семейным бизнесом. После успеха первой части режиссёр фильма, находясь под впечатлением от игры Казале, расширил роль Фредо в сиквеле, сделав героя Казале одним из центральных персонажей. Во второй части гангстерской саги Фредо пытается выйти из тени своего брата, однако всё кончается плачевно. В следующем фильме («Разговор») Джон сыграл слабохарактерного ассистента персонажа Джина Хэкмена. В «Собачьем полдне» Казале, вновь сыграв с Аль Пачино, создал образ неудачника и чудака. Джон наделил своего персонажа — грабителя банка — человечностью, но придал ему жестокость и злость. В своём последнем фильме больной раком Казале выглядел старше своих лет. Однако, несмотря на это, Майкл Чимино во время съёмок открыто заявил, что он никого не видит в роли Стэна, кроме Казале. После премьеры «The New York Times» описала его персонажа как «в какой-то мере невротика, который может в любой момент сорваться».
Газета The Boston Globe на свой вопрос «Почему Казале так влиятелен?» ответила, что это происходит «в какой-то мере, именно в силу его приверженности к актёрскому ремеслу». Хотя Казале никогда не выдвигался на премию «Оскар», Брюс Фреттс писал, что он «был ходячим воплощением афоризма „актёрская игра — это реакция“, обеспечивая идеальный противовес своим партнёрам, эмоционально более изменчивым Аль Пачино и Роберту Де Ниро».

## Личная жизнь

### Характер
Близкие описывали Джона как «застенчивого» и «очень эмоционального» человека. Несмотря на роли безрассудных и жестоких персонажей, Казале был во всех отношениях чрезвычайно добрым и мягким человеком и быстро становился близким другом большинства актёров, с которыми работал. Он считал, что дружба — «это одна из вечных ценностей, на которых стоит мир», и поэтому всегда пытался помочь своим друзьям по сцене получить роли в кино. Своим самым близким другом Казале считал Аль Пачино, с которым Джон познакомился, будучи ещё подростком, и с которым продолжал работать впоследствии. А сам Пачино не раз говорил: «Всё, что я хотел, — так это работать с Джоном до конца моей жизни. Он был моим партнёром по сцене».
Мерил Стрип он казался зацикленным на одном — на своей профессии; такой подход вынуждал поднимать собственную планку и тех, с кем он работал.
Джон очень много курил, и, возможно, именно это сыграло роковую роль в развитии у него рака лёгкого.

### Роман с Мерил Стрип

Джон Казале и Мерил Стрип пробыли вместе более двух лет

Мерил Стрип была помолвлена с Джоном Казале, которого она описывала как «ощущенца» (англ. sensualist), который проводил часы, делая вещи, которые ему нравились. А Казале, в свою очередь, после знакомства с Мерил безумно влюбился в неё и рассказывал все дни напролёт своему другу Аль Пачино о своей «красивой девушке» (англ. beautiful girl). Несмотря на разницу в возрасте (Джону Казале на момент знакомства было 40 лет, а Мерил Стрип — 27), они оказались очень близки по характеру, отношению к людям и быстро нашли общий язык. Их первое сотрудничество в работе над спектаклем «Мера за меру» в 1976 году свело их вместе и быстро переросло в роман. Будучи ещё неизвестной театральной актрисой, Мерил сложно было попасть на кастинг. Но Джон помог Мерил пройти кастинг и дебютировать в кино. После неудачного прослушивания для фильма «Кинг-Конг», когда Дино де Лаурентис назвал актрису «уродливой», она получила роль второго плана в фильме Фреда Циннемана «Джулия».
Стрип переехала жить к Казале в Нью-Йорк. Следующая совместная работа Мерил и Джона (в фильме «Охотник на оленей») принесла ей номинацию на премию «Оскар» и оказалась последней для Джона, которому перед съёмками был поставлен смертельный диагноз — рак. Окончив съёмки сцен со своим участием, Джон вернулся в Нью-Йорк. А Мерил, по контракту, должна была уехать на съёмки мини-сериала «Холокост». После выполнения условия контракта она отправилась к умирающему Джону и осталась с ним до его смерти. Через полгода после смерти Джона Мерил встретила своего будущего мужа — скульптора Дона Гаммера.

## Культурное влияние
- Существует театр, названный в честь Казале, — McGinn/Cazale Theatre, располагающийся на Бродвее 2162, 76 улице в Нью-Йорке. С 1984 года в нём располагается центр 2ST (Second Stage Theatre)[32][33].
- Аль Пачино высказывался о влиянии игры Казале на его собственную: «Думаю, я узнал от Джона об актёрской игре больше, чем от кого-либо» (англ. I think I learned more about acting from John than anybody)[34].
- Образ Фредо Корлеоне в исполнении Джона Казале был использован в видеоигре 2006 года The Godfather. Модель персонажа была создана за счёт кадров из фильма, а для озвучивания использовали записи из фильма и архивов. Сам режиссёр кинотрилогии Фрэнсис Форд Коппола остался недоволен выходом игры, ссылаясь на то, что разработчики «просто используют хорошо известных героев и заодно наняли актёров, чтобы ввести в игру незначительных персонажей»[35]. Несмотря на критику Копполы, игра получила продолжение. Образ Фредо присутствует и во второй части игры.

## Награды и номинации
| Награждён  | Obie Award (1968) |
| Obie Award | Выдающееся исполнение — Джон Казале (за спектакль «Индеец направляется в Бронкс») Выдающееся исполнение — Джон Казале (за спектакль «Линии») |

| Номинирован    | Золотой глобус (1976)                                                                    |
| Золотой глобус | Лучшая мужская роль второго плана — Кинофильм — Джон Казале (за фильм «Собачий полдень») |